# Тимчасова конституція Чехословацької республіки
Тимчасова конституція Чехословацької республіки - перша конституція (закон № 37/1918) нової Чехо-Словацької республіки, прийнята 13 листопада 1918 Національним комітетом Чехо-Словаччини. Метою прийняття закону була необхідність створення основного закону нещодавно проголошеної держави, який би в основних рисах намітив нові принципи функціонування вищих органів державної влади.

## Політична система
Тимчасова конституція створювала конституційні органи структурі державної влади.
Призначені органи державної влади:
1. Перші революційні Національні збори здійснюють законодавчу владу, контроль за діяльністю уряду та президента. Створюється із членів Національного комітету при кооптації членів політичних партій. Для кооптації використовуються результати виборів до Імператорської Ради 1911 року. Національні Збори обирають президента та уряд. Уряд може бути призначений та розпущений НР. Спочатку було 256 депутатів, потім, на основі першої поправки до закону, це число було збільшено до 270, головним чином, за рахунок представників Словаччини.
2. Президент Республіки, як глава держави, обирається Національними Зборами. Президент має широкі повноваження. (Повноваження Президента було розширено другою поправкою до Конституції 1919 року). Під час перебування Президента за кордоном або його відставки уряд здійснює свої повноваження. Президент не може бути притягнутий до відповідальності. Він представляє державу, є верховним головнокомандувачем армії, приймає послів, оголошує війну (після затвердження НР) та укладає мир, призначає старших офіцерів, суддів та чиновників, і має право пом'якшити чи скасовувати вироки. Президент може повернути закон на розгляд Національних зборів.
3. У тимчасовій конституції був прямо зазначено, яку форму правління матиме нова держава. Не було ухвалено однозначне рішення, що це буде республіка. Але конституція включає пункти про Президента Республіки та винесення рішень судів від імені республіки.
4. Тимчасова Конституція встановила єдність виконавчої та законодавчої влади (за зразком Швейцарії). Це було змінено другою поправкою до Конституції, яка перетворила республіку на парламентську республіку.

## Припинення дії
Як вищий закон держави було замінено Конституційною хартією Чехословацької республіки 1920 року.